# Località bandiere blu in Italia (2003)
Elenco delle località italiane insignite della bandiera blu dalla FEE per l'anno 2003.

## Spiagge

### Piemonte
- Cannobio

### Lombardia
- Gennari e Punta Staffalo di Sirmione

### Veneto
- Bibione

### Friuli-Venezia Giulia

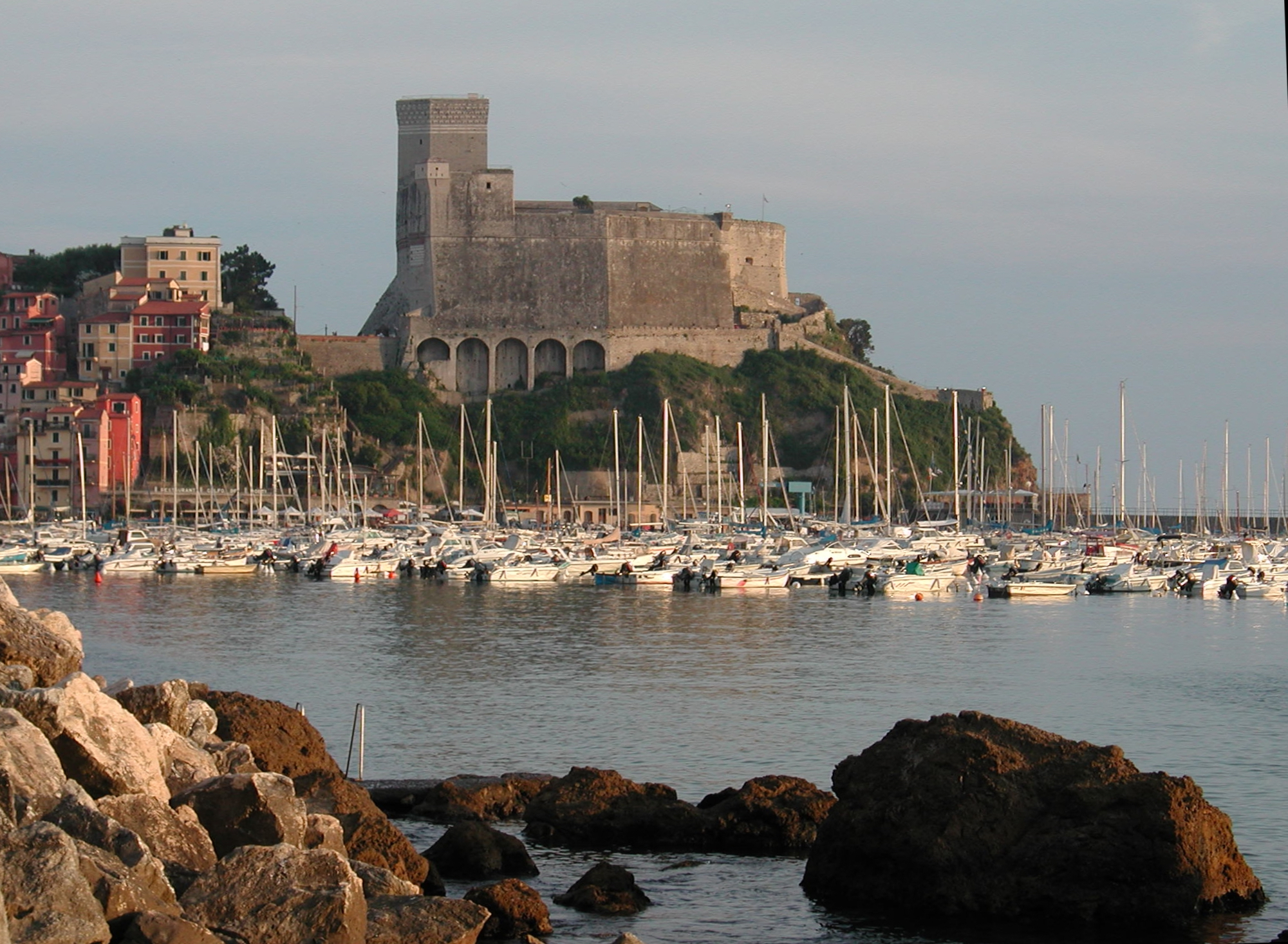
Il castello e il porticciolo di Lerici

- Grado
- Lignano Sabbiadoro

### Liguria
- Bergeggi
- Bordighera
- Camporosso
- Celle Ligure
- Chiavari
- Lavagna
- Lerici
- Moneglia
- Spiaggia Fornaci di Savona

### Emilia-Romagna

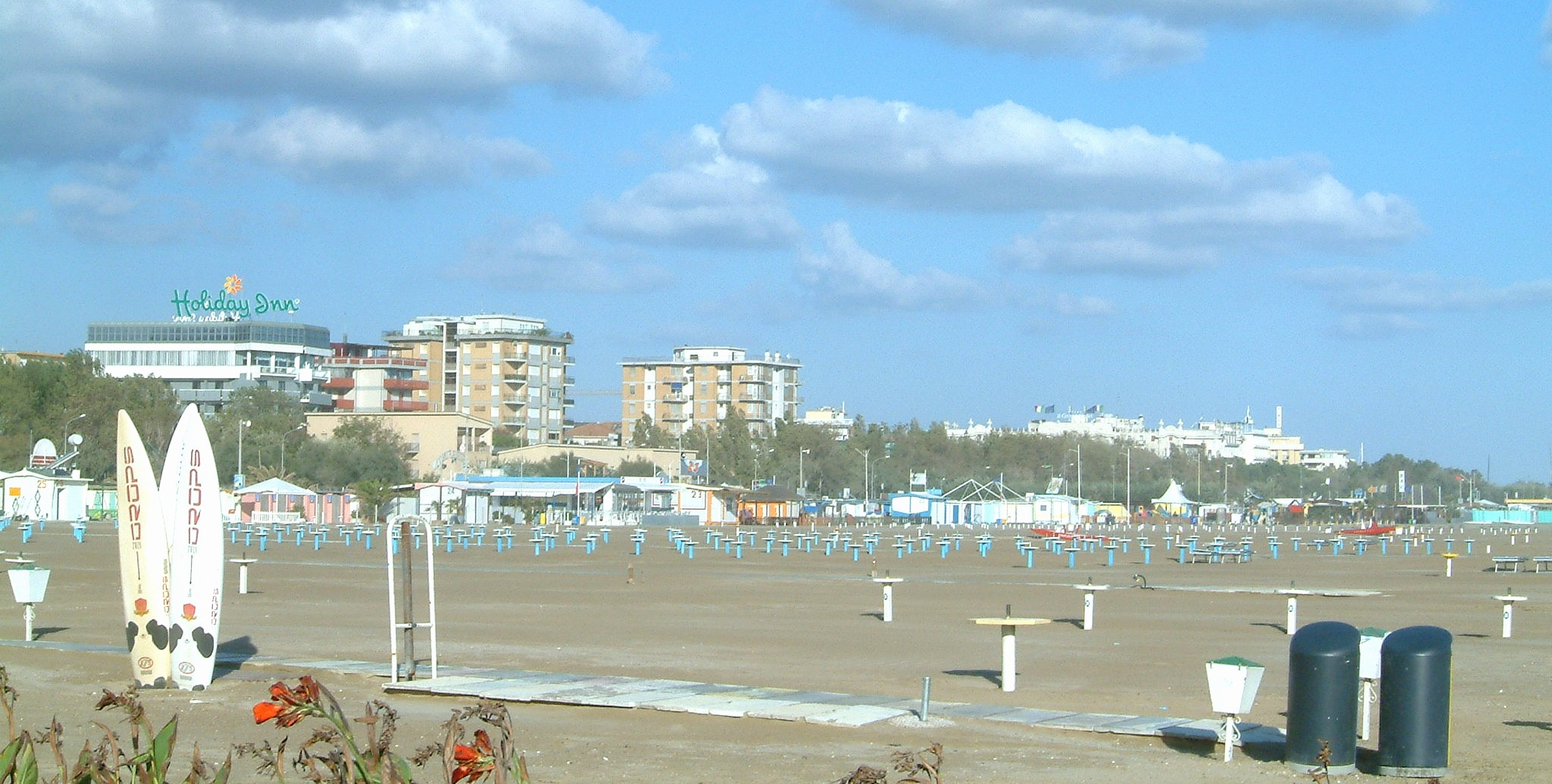
La spiaggia di Rimini

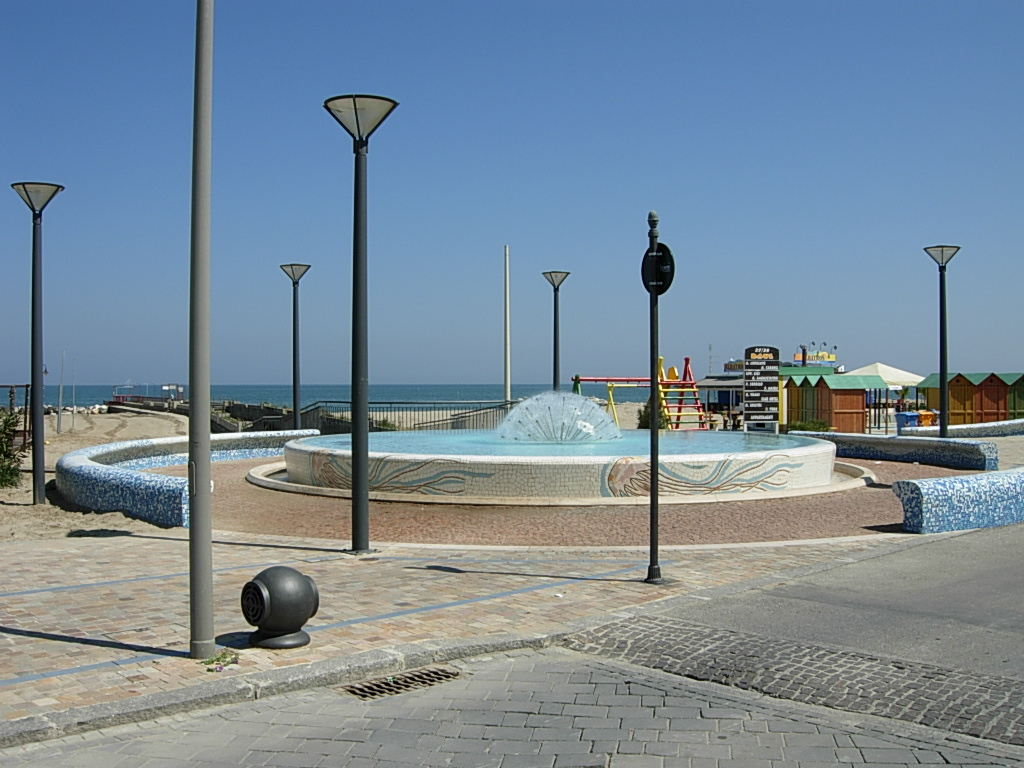
Misano Adriatico - La Medusa, fontana del lungomare posta sopra il Rio Agina, all'incrocio con Via Marche.

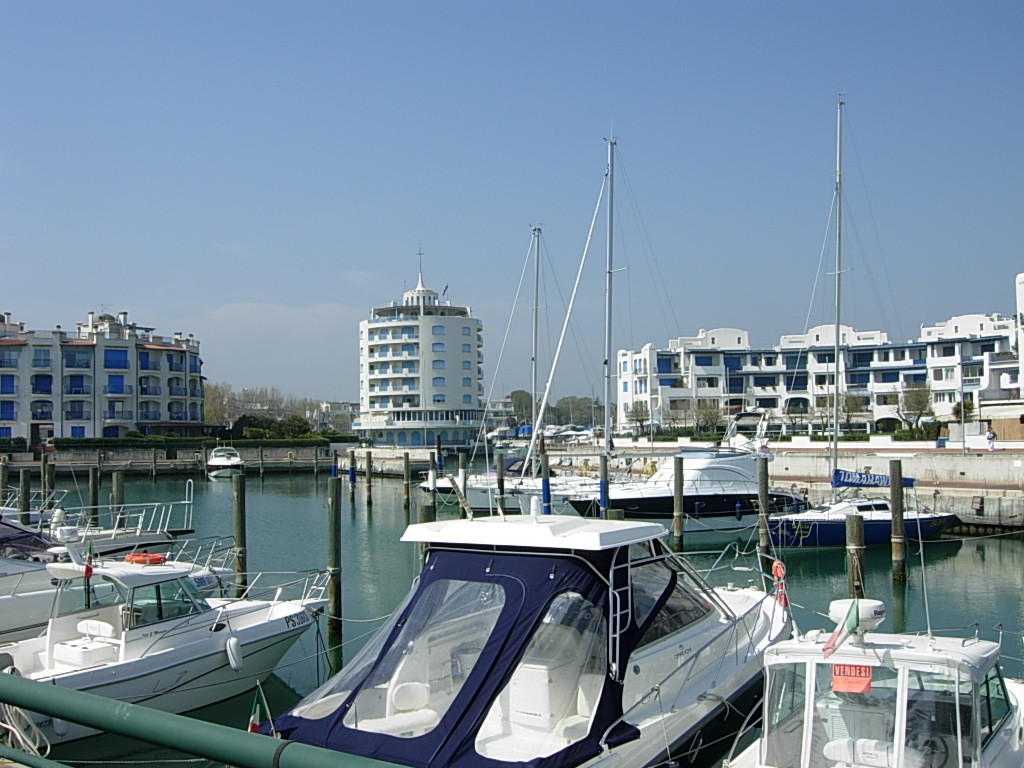
Misano Adriatico - La frazione di Portoverde

- Comacchio
- Ravenna
- Cervia
- Gatteo a Mare
- San Mauro Pascoli
- Rimini
- Misano Adriatico
- Cattolica

### Toscana
- Bibbona
- Camaiore
- Carrara
- Castagneto Carducci
- Castiglioncello e Vada di Rosignano Marittimo

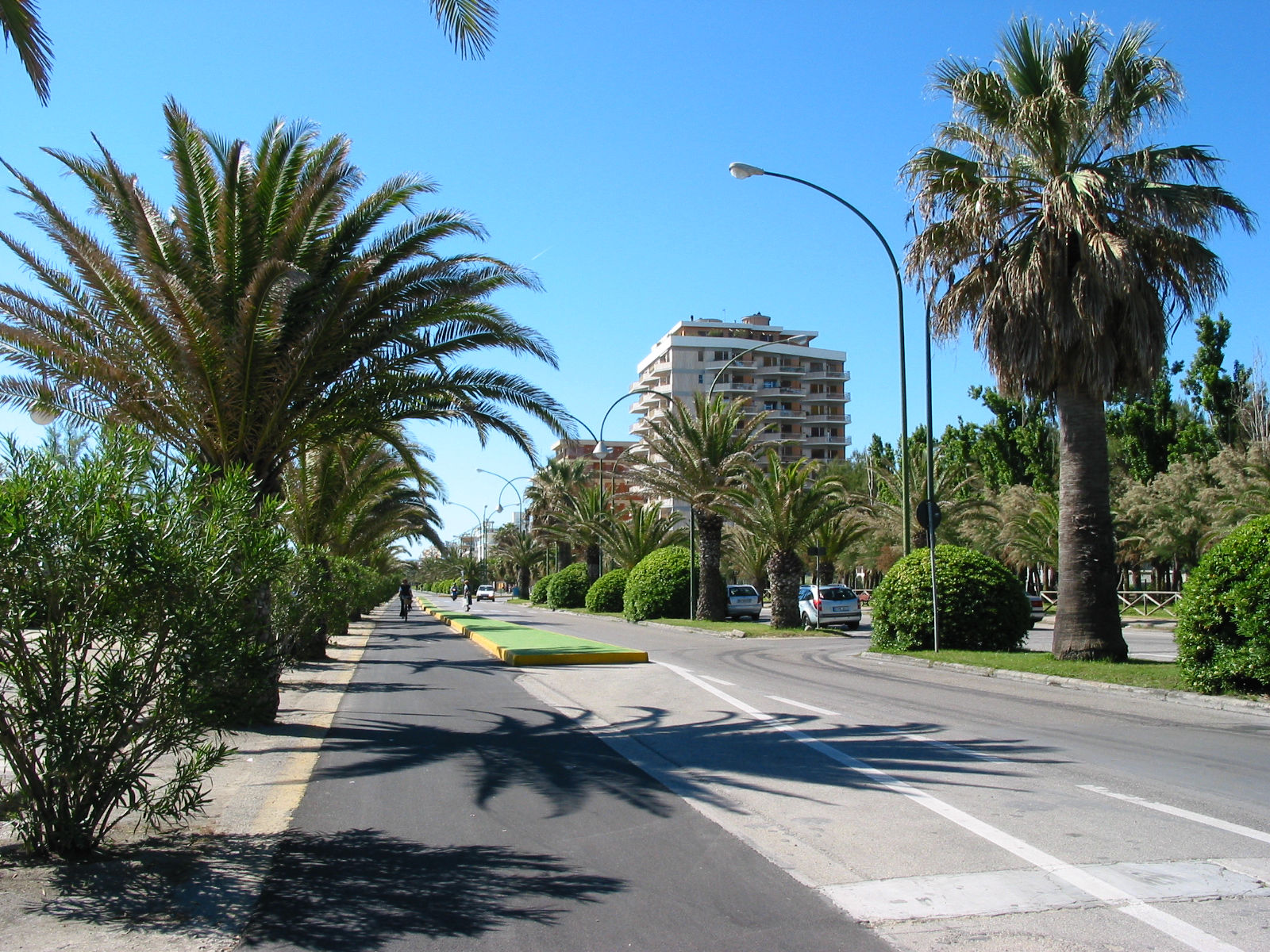
Il lungomare di San Benedetto del Tronto

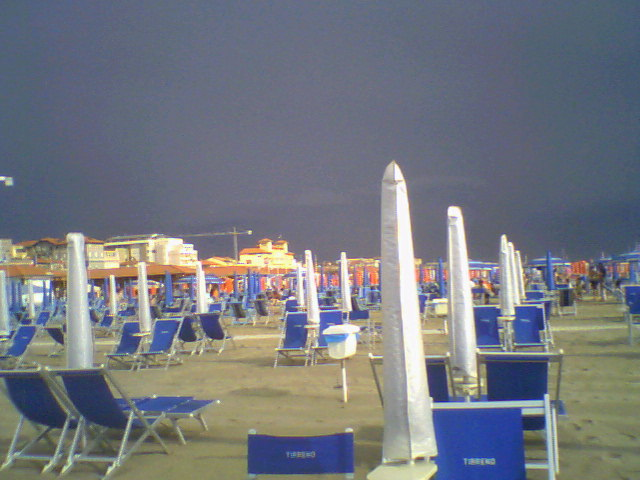
La spiaggia di Viareggio

- Castiglione della Pescaia
- Follonica
- Forte dei Marmi

- Grosseto
- Pietrasanta
- Tirrenia
- Viareggio

### Marche

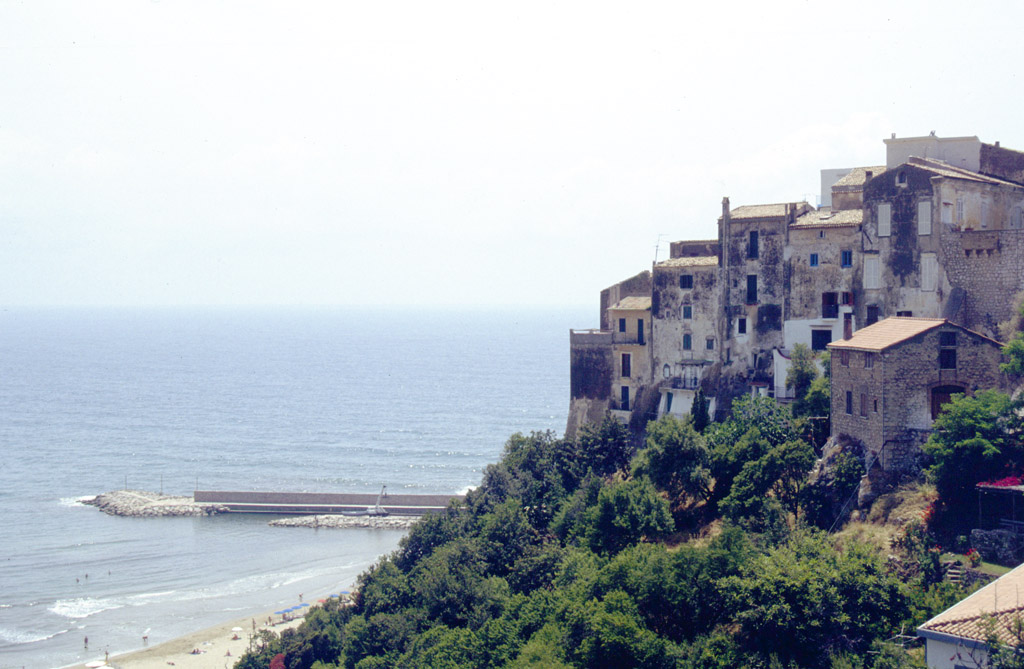
Sperlonga

- Gabicce
- Ponente di Pesaro
- Fano
- Senigallia
- Sirolo
- Numana Bassa
- Scossicci di Porto Recanati
- Porto San Giorgio

- Cupra Marittima
- Grottammare
- San Benedetto del Tronto

### Lazio

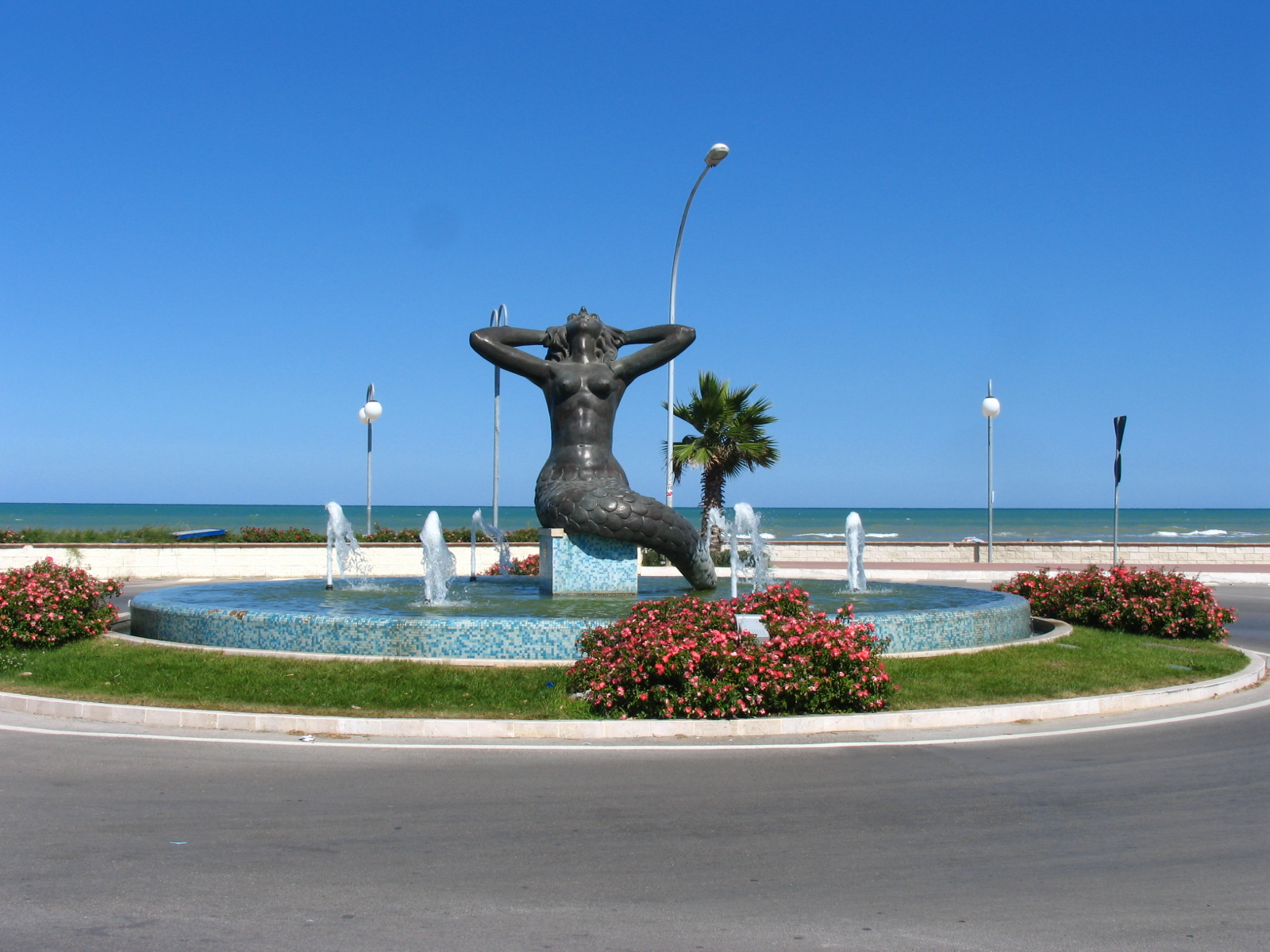
Lungomare di Tortoreto

- Anzio
- Sabaudia
- Serapo e S. Agostino di Gaeta
- Sperlonga

### Abruzzo
- Alba Adriatica
- Alcione e Centro di Francavilla al Mare
- Calata Turchino e Molo Sud di San Vito Chietino

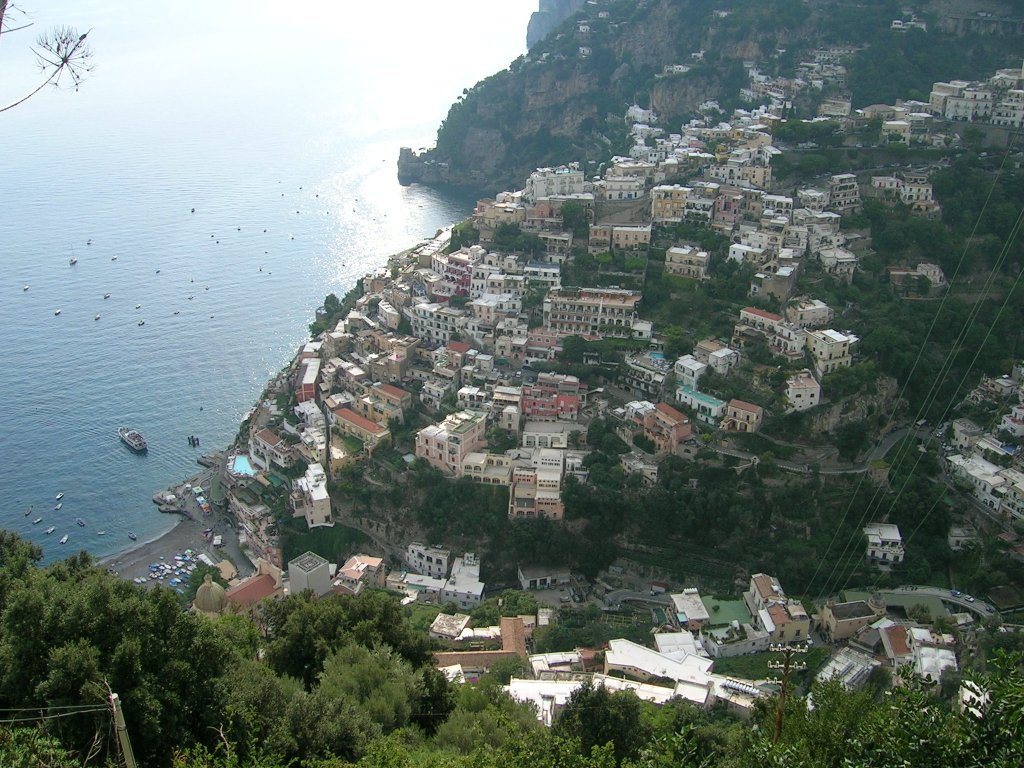
Positano

- Giulianova
- Martinsicuro
- Roseto degli Abruzzi
- Pineto
- San Salvo
- Silvi
- Tortoreto
- Vasto Marina

### Molise
- Campomarino
- Termoli

### Campania

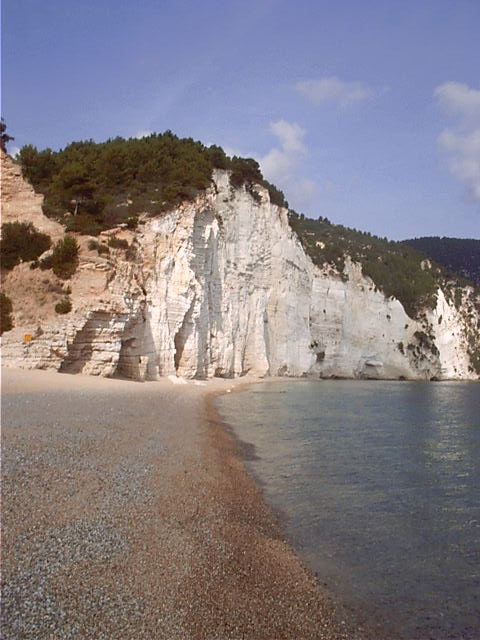
La baia di Vignotica, nel comune di Mattinata

- Ascea
- Castellabate (S.Maria e S.Marco)
- Pisciotta
- Pollica (Acciaroli e Pioppi)
- Positano
- Sapri
- Vibonati (Villammare)

### Puglia
- Castrignano del Capo
- Isole Tremiti
- Mattinata
- Ostuni
- Peschici
- Rodi Garganico
- Scalette e Salsello di Bisceglie

### Basilicata
- Maratea
- Policoro

### Calabria

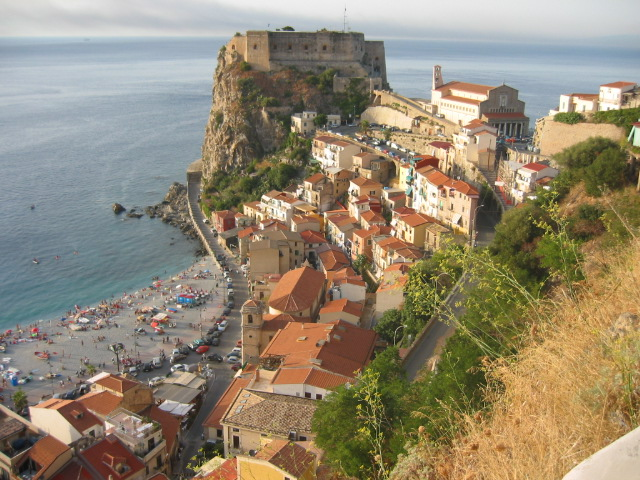
Scilla

- Catanzaro Lido
- Cirò Marina
- Marina di Gioiosa Jonica
- Roccella Jonica
- Roseto Capo Spulico
- Scilla

### Sicilia
- Marsala
- Menfi
- Pozzallo

### Sardegna
- Maria Pia e Lazzaretto di Alghero
- Quartu Sant'Elena
- Rena Bianca di Santa Teresa di Gallura

## Approdi

### Liguria
- Darsena Vecchia, Savona
- Imperia Mare
- Marina degli Aregai, Santo Stefano al Mare
- Marina di Portovenere
- Porto Lotti
- Porto Turistico di Andora
- Porto Turistico di Chiavari
- Porto Turistico Internazionale di Rapallo

### Veneto
- Darsena dell'Orologio, Caorle
- Marina 4, Caorle
- Marina del Cavallino
- Marina di Albarella
- Porto Turistico, Jesolo
- Sporting Club, Chioggia

### Friuli-Venezia Giulia
- Darsena di Lignano Sabbiadoro
- Hannibal, Monfalcone
- Marina Capo Nord, Latisana
- Marina di Aquileia
- Marina Punta Gabbiani
- Marina Punta Verde, Lignano
- Marina Uno, Lignano
- Porto San Giusto
- Porto San Rocco di Muggia
- Porto San Vito, Grado

### Emilia-Romagna
- Circolo Velico Ravennate
- Marinara, Ravenna
- Portoverde, Misano Adriatico

### Toscana
- Marina di Cala Galera
- Marina di Punta Ala

### Marche
- Marina Porto San Giorgio
- Porto Turistico di Numana

### Lazio
- Base nautica "Flavio Gioia", Gaeta
- Marina di Nettuno
- Porto Turistico di Roma, Ostia
- Riva di Traiano, Civitavecchia

### Abruzzo
- Marina di Pescara

### Campania
- Marina di Camerota
- Porto Turistico Marina Grande, Capri
- Sudcantieri, Pozzuoli

### Sicilia
- Marina di Portorosa, Furnari

### Sardegna
- Marina dell'Orso, Poltu Quatu
- Marina di Capitana, Quartu Sant'Elena
- Marina di Porto Cervo
- Marina di Portisco
- Marina di Porto Rotondo
- Santa Teresa di Gallura